# Brian Thompson
Brian Thompson (Ellensburg, 28 agosto 1959) è un attore statunitense.

## Biografia
Nato il 28 agosto del 1959 a Ellensburg nello stato americano di Washington, passò un'infanzia non molto felice a causa di problemi fisici che lo costrinsero ad un intervento ai reni. Dopo la riabilitazione si laurea alla Central Washington University in Gestione d'affari e Ingegneria, poi si iscrive ai corsi triennali di recitazione dell'Università della California, a Irvine e ha conseguito il Master of Fine Arts nel 1984.
L'attore è stato sposato con la produttrice Isabelle Mastorakis dalla quale ha avuto due figli, Jordan e Daphne e dalla quale ha divorziato nel 1998; si è risposato sempre nel 1998 con la produttrice Sharon Braun e vive con la sua famiglia a Kelso nello stato di Washington; nel tempo libero pratica surf, windsurf, golf, hapkido di cui è cintura nera e suona il pianoforte; inoltre è il direttore artistico della Actor's School of Mount Hood Community College di Portland, in Oregon, dove egli stesso insegna recitazione agli studenti.

### Carriera
Dopo aver preso parte a molti spettacoli teatrali, nel 1984 ottiene il suo primo ruolo al cinema nel film diretto da James Cameron, Terminator (1984) dove recita accanto ad Arnold Schwarzenegger e Bill Paxton. Nel 1986 interpreta il suo ruolo più famoso: quello del serial killer "La belva della notte" nel film d'azione Cobra (1986) diretto da George Pan Cosmatos accanto a Sylvester Stallone; negli anni seguenti prende parte a film come le commedie Ehi, dici a me? (1987) e Alien Nation (1988), In fuga per tre (1989) con Nick Nolte, poi nel 1990 recita nel film fantascientifico Moon 44 - Attacco alla fortezza con Michael Parè, nel film di arti marziali Lionheart - Scommessa vincente con Jean-Claude Van Damme ed infine come protagonista nel film d'azione Top model per uccidere accanto a José Ferrer.
Nel 1991 è nel cast del film commedia Che vita da cani! con Mel Brooks, nel 1992 è l'antagonista nel film d'azione Rabbia e onore, nel 1994 appare in Generazioni mentre nel 1996 è nel fantasy Dragonheart con Dennis Quaid. Nel 1997 recita accanto all'attore e artista marziale Daniel Bernhardt nel film d'azione Perfect Target diretto da Sheldon Lettich; l'anno dopo viene scelto per interpretare Shao Kahn nel film di arti marziali Mortal Kombat - Distruzione totale. Nel 2000 Thompson recita nei film tv Giasone e gli Argonauti e nel fantascientifico Epoch. Nel 2001 recita nuovamente accanto a Jean-Claude Van Damme e Charlton Heston nel film The Order; in questi ultimi anni l'attore ha partecipato esclusivamente a film indipendenti a basso costo.
L'attore parallelamente alla carriera cinematografica ha partecipato a diversi episodi in diverse serie televisive, come Il falco della strada, Dimensione Alfa, Moonlighting, L'onore della famiglia, Supercar, Falcon Crest, Le notti del lupo, Fuga dallo spazio, Star Trek: The Next Generation, Alien Nation, Superboy, Renegade, Walker Texas Ranger, Hercules - The Legendary Journeys, Buffy l'ammazzavampiri, Seven Days, N.Y.P.D., Gli specialisti, Crusade, Baywatch, V.I.P., X-Files, Birds of Prey, Streghe, NCIS - Unità anticrimine, Chuck, 2 Broke Girls, Californication, 9-1-1, The Orville.

## Filmografia

### Attore

#### Cinema
- Terminator (The Terminator), regia di James Cameron (1984)
- Cobra, regia di George Pan Cosmatos (1986)
- I tre amigos! (Three Amigos), regia di John Landis (1986)
- Coda del drago (Catch the Heat ), regia di Joel Silberg (1987)
- Ehi, dici a me? (You Talkin' to Me?), regia di Charles Winkler (1987)
- Assalto al network (Pass the Ammo), regia di David Beaird (1988)
- Soluzione finale (Miracle Mile), regia di Steve De Jarnatt (1988)
- Alien Nation, regia di Graham Baker (1988)
- Ammazzavampiri 2 (Fright Night II), regia di Tommy Lee Wallace (1988)
- In fuga per tre (Three Fugitives), regia di Francis Veber (1989)
- Moon 44 - Attacco alla fortezza (Moon 44), regia di Roland Emmerich (1990)
- Brividi nella notte (In the Cold of the Night), regia di Nico Mastorakis (1990)
- Top model per uccidere (Hired to Kill), regia di Nico Mastorakis (1990)
- Lionheart - Scommessa vincente (Lionheart), regia di Sheldon Lettich (1991)
- Che vita da cani! (Life Stinks), regia di Mel Brooks (1991)
- Invasori dalla IV dimensione (Doctor Mordrid), regia di Albert Band (1992)
- Rabbia e onore (Rage and Honor), regia di Terence H. Winkless (1992)
- Pezzi duri... e mosci (The Naked Truth), regia di Nico Mastorakis (1993)
- Generazioni (Star Trek: Generations), regia di David Carson (1994)
- Dragonheart, regia di Rob Cohen (1996)
- Perfect Target, regia di Sheldon Lettich (1997)
- Mortal Kombat - Distruzione totale (Mortal Kombat: Annihilation), regia di John R. Leonetti (1997)
- Epoch, regia di Matt Codd (2000)
- The Order, regia di Sheldon Lettich (2001)
- The Extendables, regia di Brian Thompson (2014)
- Macbeth (The Tragedy of Macbeth), regia di Joel Coen (2021)

#### Televisione
- Il falco della strada (Street Hawk) - serie TV, episodio 1x01 (1985)
- Dimensione Alfa (Otherworld) - serie TV, episodio 1x02 (1985)
- Moonlighting - serie TV, episodio 1x01 (1985)
- L'onore della famiglia (Our Family Honor) - serie TV episodio 1x01 (1985)
- Supercar (Knight Rider) - serie TV, episodio 4x04 (1985)
- Falcon Crest - serie TV, 5 episodi (1987)
- Le notti del lupo (Werewolf) - serie TV, 6 episodi (1988)
- Fuga dallo spazio (Something Is Out There) - serie TV, episodio 1x01 (1988)
- Star Trek: The Next Generation - serie TV, episodio 2x08 (1989)
- Alien Nation - serie TV, episodio 1x18 (1990)
- Superboy - serie TV, episodio 3x14 (1991)
- Terremoto a San Francisco (After the Shock) - film TV, regia di Gary Sherman (1990)
- The Owl - Giustizia finale (The Owl) - film TV, regia di Alan Smithee (1991)
- Renegade - serie TV, episodio 1x03 (1992)
- Star Trek: Deep Space Nine - serie TV, episodi 2x07 e 4x23 (1993)
- Walker Texas Ranger (Walker, Texas Ranger) - serie TV, episodio 2x06 (1993)
- X-Files (The X-Files) - serie TV, 9 episodi (1993)
- Hercules (Hercules: The Legendary Journeys) - serie TV, episodio 2x04 (1995)
- Buffy l'ammazzavampiri (Buffy the Vampire Slayer) - serie TV, 4 episodi (1997)
- Seven Days - serie TV, episodi 1x06 e 1x07 (1998)
- NYPD - New York Police Department (NYPD Blue) - serie TV, episodio 6x07 (1998)
- Gli specialisti (Soldier of Fortune, Inc. nella prima stagione inedita in Italia; SOF: Special Ops Force nella seconda stagione) - serie TV, episodio 2x16 (1999)
- Crusade - serie TV, episodio 1x05 (1999)
- Baywatch - serie TV, episodio 10x09 (1999)
- Streghe (Charmed) - serie TV, 3 episodi (1999-2003)
- V.I.P - serie TV, episodio 3x05 (2000)
- Giasone e gli Argonauti (Jason and the Argonauts) - miniserie, regia di Nick Willing (2000)
- Birds of Prey - serie TV, episodio 1x07 (2002)
- NCIS - Unità anticrimine (NCIS) - serie TV, episodio 1x17 (2004)
- Epoch: Evolution- film TV (2003)
- Star Trek: Enterprise - serie TV, episodi 4x12, 4x13 e 4x14 (2005)
- Chuck - serie TV, episodio 2x13 (2009)
- Quando l'amore sboccia a Natale - film TV (2011)
- 2 Broke Girls - serie TV, episodio 1x12 (2011)
- Californication - serie TV, episodio 5x09 (2012)
- Perception - serie TV, episodio 2x01 (2013)
- Hawaii Five-0 - serie TV,episodio 4x13 (2014)
- The Orville - serie TV, episodio 1x08 (2017)
- 9-1-1 - serie TV, 10 episodi (2018-2024)
- NCIS: Los Angeles - serie TV, episodio 12x17 (2021)

### Regista
- The Extendables (2014)

### Sceneggiatore
- The Extendables, regia di Brian Thompson (2014)

### Produttore
- The Extendables, regia di Brian Thompson (2014)

## Doppiatori italiani
Nelle versioni in italiano delle opere in cui ha recitato, Brian Thompson è stato doppiato da:
- Alessandro Rossi in Cobra, Mortal Kombat - Distruzione totale
- Fabrizio Pucci in Moon 44 - Attacco alla fortezza, Buffy l'ammazzavampiri
- Pierluigi Astore in NCIS - Unità anticrimine, Macbeth, 9-1-1 (st. 7-8)
- Rodolfo Bianchi in Lionheart - Scommessa vincente, The Order
- Massimo Corvo in Dragonheart, Giasone e gli argonauti
- Roberto Draghetti in 9-1-1 (ep. 2x09, 2x12), Birds of Prey
- Michele Kalamera in Top model per uccidere
- Michele Gammino in Star Trek: The Next Generation
- Mario Bombardieri in X-Files (ep. 2x16, 2x17)
- Pasquale Anselmo in X-Files (ep. 4x01)
- Carlo Marini in X-Files (ep. 6x19)
- Diego Reggente in Star Trek: Enterprise
- Mauro Magliozzi in Hawaii Five-0
- Renato Cortesi in NCIS: Los Angeles